# Piechota polska na froncie wschodnim

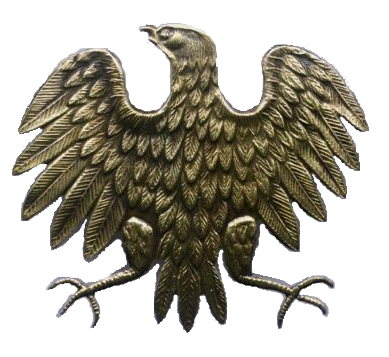
Orzeł tzw. wzór 43 (piastowski)

Piechota polska na froncie wschodnim – rodzaj broni stanowiący trzon Wojska Polskiego formowanego w latach 1943–1945 w Związku Radzieckim, a następnie na wyzwolonych terenach Polski.

## Struktura organizacyjna
Struktura organizacyjna jednostek piechoty, jej uzbrojenie oraz zasady działania oparte były na ówczesnych możliwościach materiałowych oraz na doświadczeniach sowieckich.
W okresie formowania w ZSRR istniał projekt, aby na wzór sowieckich korpusów strzeleckich (striełkowyj korpus) utworzyć w 1 Armii Polskiej dwa korpusy piechoty. W związku z tym, rozkazem dowódcy 1 Armii Polskiej nr 00130 z 5 lipca 1944 w Sumach na Ukrainie rozpoczęto formowanie dwóch dowództw korpusów piechoty. W związku z zaniechaniem koncepcji tworzenia ogniwa korpuśnego zostały one jednak rozformowane.
Powstałe później 1 i 2 Armia Wojska Polskiego, w odróżnieniu od sowieckich, składały się z dywizji piechoty (po pięć dywizji) i z jednostek innych rodzajów broni. Poza armiami, które były związkami operacyjnymi o składzie niestałym, istniały jednostki i oddziały wchodzące w skład odwodu Naczelnego Dowództwa Wojska Polskiego i przydzielane armiom na czas trwania poszczególnych operacji wojskowych.
Najwyższym szczeblem organizacyjnym piechoty były wielkie jednostki piechoty, czyli dywizje piechoty, Każda dywizja składała się z dowództwa, sztabu, trzech pułków piechoty, pułku artylerii lekkiej oraz oddziałów dywizyjnych.
Główny ciężar walki spoczywał na pułkach piechoty. Składały się z dowództwa, sztabu, trzech batalionów piechoty, dywizjonu artylerii i innych pododdziałów pułkowych.
Batalion piechoty składał się z dowództwa batalionu, trzech kompanii piechoty, kompanii: ciężkich karabinów maszynowych, rusznic przeciwpancernych, moździerzy 82 mm, plutonów: armat przeciwpancernych 45 mm, gospodarczego, łączności i sanitarnego.
Kompania piechoty składała się z dowództwa, trzech plutonów piechoty, plutonu ckm (dwie drużyny), plutonu moździerzy 50 mm (dwie drużyny) i drużyny sanitarnej.
Pluton piechoty składał się z dowódcy, zastępcy, pomocnika, czterech drużyn po dziewięciu żołnierzy i dwóch strzelców wyborowych, razem 41 żołnierzy.
Poza piechotą zorganizowaną w dywizjach piechoty, istniały oddziały piechoty specjalnej: 1 Brygada Piechoty Zmotoryzowanej w 1 Korpusie Pancernym oraz kompania piechoty morskiej z 1 Samodzielnego Morskiego Batalionu Zapasowego. Ponadto samodzielny batalion szturmowy do współdziałania z oddziałami partyzanckimi i dywersji na tyłach wroga.

## Uzbrojenie piechoty
Uzbrojenie stanowiła broń produkcji sowieckiej, dostarczana w latach 1943–1945 w miarę rozbudowywania ludowego Wojska Polskiego. Wraz z uzbrojeniem otrzymywano sowieckie regulaminy i instrukcje obsługi, a w wyszkoleniu strzeleckim uczestniczyli sowieccy instruktorzy.
W późniejszym okresie powołano specjalne komisje, które opracowywały początkowo krótkie sowiecko-polskie słowniczki terminologiczne do określonego typu uzbrojenia, a następnie instrukcje w języku polskim.

### Indywidualna broń piechoty
- rewolwery (Nagant)
- pistolety (TT)
- pistolety maszynowe (PPSz, PPS)
- karabiny i karabinki (Mosin, SWT, AWS)
- granaty ręczne (F-1, RGD-33, RG-42, RPG-40)

### Zespołowa broń piechoty
- karabiny maszynowe (rkm DP i DPM, ckm Maxim wz. 1910, ckm SG-43)
- rusznice przeciwpancerne (PTRD, PTRS)
- moździerze (kompanijny 50 mm, batalionowy 82 mm, pułkowy 120 mm)
- działa przeciwpancerne (45 mm wz. 1942, 76 mm ZiS-3)